# Сергиевская часовня (Уфа)
Сергиевская (Михаило-Архангельская) часовня — православная часовня на территории Сергиевской церкви, единственно уцелевшая в советское время часовня города Уфы.

## Описание
Кирпичная часовня с изображением святого Архангела Михаила.

## История
Сооружена в начале XX века — в 1900-х годах — на месте престола первой деревянной церкви во имя Сергия Радонежского, построенной в XVII веке.
П. Ф. Ищериков считал, что Михаило-Архангельская церковь (местоположение которой точно не известно — скорее всего, она находилась где-то в начале современной Сочинской улицы) была построена стрельцами, и стояла возле Сергиевской церкви: «…в память этой сгоревшей церкви в ограде Сергиевской церкви и посейчас стоит уже обновлённая часовенка».